# Cantón de Sedán-Norte
El cantón de Sedán-Norte era una división administrativa francesa, que estaba situada en el departamento de Ardenas y la región de Champaña-Ardenas.

## Composición
El cantón estaba formado por seis comunas, más una fracción de la comuna que le daba su nombre:
- Fleigneux
- Floing
- Givonne
- Glaire
- Illy
- La Chapelle
- Sedán (fracción)

## Supresión del cantón de Sedán-Norte
En aplicación del Decreto nº 2014-203 de 21 de febrero de 2014, el cantón de Sedán-Norte fue suprimido el 22 de marzo de 2015 y sus 7 comunas pasaron a formar parte del nuevo cantón de Sedán-2.